# Cléo (Sängerin)
Cléo, eigentlich Chantal Rousselot (* 1946) ist eine ehemalige französische Pop-Sängerin der 1960er Jahre.

## Biografie
Chantal Rousselot wurde von dem französischen Film- und Musikproduzenten Christian Fechner entdeckt, der Mitte der 1960er ein großer Fan von Sonny and Cher war. Diese beiden hatten ihre ersten Singles als „Caesar & Cleo“ veröffentlicht, was Fechner dazu inspirierte, ein französisches Pendant zu suchen. Das Resultat war das Duo Cédric & Cléo, bestehend aus Rousselot und Richard Fontaine. Bei Disques Vogue erschien 1966 die EP Adam et Ève. Fontaine sang nur auf einem der vier Songs, die männliche Stimme auf den anderen drei Stücken stammte von Gérard Rinaldi, der auch einen der Songs (Des lendemains) geschrieben hatte.
Cédric & Cléo promoteten ihre EP auf einer Frankreichtour als Vorgruppe für den Sänger Antoine. Vor Jahresende erschienen noch zwei weitere EPs und eine Single.
Mit Les fauves erschien noch im gleichen Jahr Cléos erste Solo-Single. Die B-Seite, Et moi, et toi, et soie stammte aus der Feder von Jacques Dutronc und war eine Parodie seines eigenen Hits Et moi, et toi, et moi.
Ce n'est q'un au revoir, mes sœurs war 1967 der Titeltrack der zweiten EP, die mit dem Stück Les bouaïtes auch ein von Gérard Rinaldis Gruppe Les Charlots geschriebes Original enthielt. Ebenfalls 1967 erschien die dritte EP, La standardiste, sowie das einzige Album, schlicht Cléo betitelt.
Die 1968 veröffentlichte EP A mes bottes enthielt erstmals ein selbstgeschriebenes Stück, On court. Dies sollte jedoch auch die letzte EP sein. Cléo verließ daraufhin die Musikindustrie und ging in die Tourismusbranche.
Cléo ist seit 2004 mit dem Schauspieler Herbert Léonard verheiratet, mit dem sie zuvor bereits mehrere Jahrzehnte liiert war und mit dem sie eine 1973 geborene Tochter namens Éléa hat.

## Diskografie

### Studioalben
- 1967: Cléo (Disques Vogue VGL 7038)

### Singles
- 1966: "Les fauves" / "Et moi, et toi, et soie" (Disques Vogue V 45-1395)
- 1967: "La standardiste" / "La di da – la di da" (Disques Vogue V 45-1437)
- 1967: "Ce n'est q'un au revoir, mes sœurs" / "L'épitaphe de Cléo" (Disques Vogue V.45-1410)
- 1967: "Pas une minutes a perdre" / "Atchoum!" (Editions Vogue International V.45-1465)
- 1968: "Un dur au cœur tendre" / "Pourquoi veux-tu que l'on se marie" (Disques Vogue V.45-1495)
- 1968: "A mes bottes" / "On court" (Disques Vogue V.45.1494)

### EPs
- 1966: Les fauves: "Les fauves", "Dis, petit", "Et moi, et toi, et soie", "Madame la terre (er ron, et ron)" (Disques Vogue EPL 8 503)
- 1967: Ce n'est q'un au revoir, mes sœurs: "Ce n'est q'un au revoir, mes sœurs", "Les bouaïtes", "L'épitaphe de Cléo", "Parti-pris" (Disques Vogue EPL 8533)
- 1967: La standardiste: "La Lady du Colonel Pickson", "Las amours", "La standardiste", "La di da – la di da" (Disques Vogue EPL 8576)
- 1968: A mes bottes: "A mes bottes", "On court", "Un dur au cœur tendre", "Pourquoi veux-tu que l'on se marie" (Disques Vogue EPL 8621)